# Marvin Israel
Marvin Israel est un photographe, peintre américain, né le 3 juillet 1924 à  Syracuse, dans l'Etat de New York et mort le 7 mai 1984 à Dallas dans l'État du Texas.
Il a été le directeur artistique de Harper's Bazaar de 1961 à 1963,.
Professeur à la New School for Social Research de New York, il a eu une influence importante sur son amante la photographe Diane Arbus avec laquelle il conservera des liens d'amitiés jusqu'à la fin de sa vie.